# Phenacovolva poppei
Phenacovolva poppei is een slakkensoort uit de familie van de Ovulidae. De wetenschappelijke naam van de soort is voor het eerst geldig gepubliceerd in 2000 door Fehse.